# フランソワ・ボンヌ
フランソワ・ボンヌ（仏: François Bonne、1855年5月25日 - 1912年1月11日）は、キリスト教・カトリックのフランス人宣教師である。パリ外国宣教会所属で、1879年（明治12年）に訪日し、1910年（明治43年）9月にカトリック東京大司教区の大司教（教区長）に就任した。

## 生涯
1855年（安政2年）5月25日、フランスサヴォワ県シャンベリ教区で生まれる。パリ外国宣教会に入り、1879年（明治12年）9月20日、司祭に叙階され、同年、宣教師として日本に派遣された。当初、天草に赴任し、1882年（明治15年）に長崎神学校の校長に就任し、自ら神学・哲学を講義した。1910年（明治43年）9月15日に東京大司教区教区長に任命され、1911年（明治44年）5月1日に長崎にて司教に叙階され、同年5月11日に築地教会にて着座式が挙行されたが、翌1912年（明治45年）1月11日に東京において死去した。